# Rio Găunoasa (Holbav)
O Rio Găunoasa é um rio da Romênia, afluente do Holbav, localizado no distrito de Braşov.